# Перелік пам'яток історії Горохівського району
У Горохівському районі Волинської області станом на 2008 р. нараховується 63 пам'ятки історії.
| №№ п/п | Охорон ний номер | Місцезнаходження пам’ятника, його адреса | Найменування пам’ятника | Датування      | Автор                                   | Дата споруд ження   | Дата і № рішення облвиконкому (адміністрації), постанови Кабінету Міністрів України про взяття пам’ятника під охорону | На чиєму утриманні знаходиться    |
| ------ | ---------------- | ---------------------------------------- | --- | -------------- | --------------------------------------- | ------------------- | --- | --------------------------------- |
| 1.     | 55               | м. Горохів, вул. Шевченка, 10            | Будинок, в якому в 1920р. знаходився горохівський революційний комітет                                                                               | 1920           |                                         | Поч. XX ст.         | 360-р від 04.08.69р.                                                                                                  | Виконкому Горохівської м/р        |
| 2.     | 57               | м. Горохів, вул. Зелена і Паркова        | Меморіальний комплекс “Холм слави”. Обеліск. Скульптурна група. Стела-стіна. Братські могили.                                                        | 1941-1945      | Терлецький О. Вовчук І.                 | 1967                | 360-р від 04.08.69р.                                                                                                  | Виконкому Горохівської м/р        |
| 3.     | 658              | м. Горохів                               | Могила секретаря комсомольської організації В.Румовського                                                                                            | 1941           |                                         | 1965                | 142-р від 29.04.84р.                                                                                                  | Виконкому Горохівської м/р        |
| 4.     | 875              | м. Горохів                               | Місце масового розстрілу євреїв | 1942           |                                         | 1990                | 265-р від 24.12.91р.                                                                                                  | Виконкому Горохівської м/р        |
| 5.     | 14               | м. Горохів                               | Могила братська розстріляних євреїв | 1942           |                                         |                     | 415-р від 22.06.99р.                                                                                                  | Виконкому Горохівської м/р        |
| 6.     | 58               | с. Бережанка                             | Пам’ятник землякам | 1941-1945      | Місцеві майстри                         | 1965                | 360-р від 04.08.69р.                                                                                                  | Виконкому Шклінської с/р          |
| 7.     | 34               | с. Бережанка                             | Могила радянського воїна О.Могилка | 1944           |                                         |                     | 415-р від 22.06.99р.                                                                                                  | Виконкому Шклінської с/р          |
| 8.     | 56               | м. Берестечко, вул. Піонерська,6         | Будинок, де в 1920р. знаходився штаб Першої Кінної Армії                                                                                             | 1920           |                                         | 1802                | 360-р від 04.08.69р.                                                                                                  | Виконкому Берестечківської м/р    |
| 9.     | 70               | м. Берестечко, вул. Незалежності         | Меморіальний комплекс на честь воїнів народно-визвольної війни під проводом Богдана Хмельницького, громадянської війни та Великої Вітчизняної війни. | 1651 1920 1944 | Савчук О.К.                             | 1980                | 65-р від 10.02.82р.                                                                                                   | Виконкому Берестечківської м/р    |
| 10.    | 876              | м. Берестечко                            | Місце масового розстрілу євреїв | 1943           |                                         | 1990                | 265-р від 24.12.91р.                                                                                                  | Виконкому Берестечківської м/р    |
| 11.    | 877              | м. Берестечко                            | “Мурований стовп” (могила князя Пронського) | XVII ст.       |                                         |                     | 265-р від 24.12.91р.                                                                                                  | Виконкому Берестечківської м/р    |
| 12.    | 878              | м. Берестечко, кладовище                 | Могила братська воїнів УПА |                |                                         | 1991                | 265-р від 24.12.91р.                                                                                                  | Виконкому Берестечківської м/р    |
| 13.    | 879              | м. Берестечко, кладовище                 | Могила братська воїнів УГА | 1920           |                                         | 1991                | 265-р від 24.12.91р.                                                                                                  | Виконкому Берестечківської м/р    |
| 14.    | 28               | м. Берестечко, кладовище                 | Могила братська російських воїнів | 1916           |                                         |                     | 415-р від 22.06.99р.                                                                                                  | Виконкому Берестечківської м/р    |
| 15.    | 59               | с. Борочиче                              | Пам’ятник на честь радянських воїнів | 1941-1945      | Місцеві майстри                         | 1967                | 360-р від 04.08.69р.                                                                                                  | Виконкому Цегівської с/р          |
| 16.    | 624              | с. Борочиче                              | Пам’ятник землякам | 1941-1945      | Львівська кераміко-скульптурна фабрика  | 1982                | 142-р від 29.04.84р.                                                                                                  | Виконкому Цегівської с/р          |
| 17.    | 454              | с. Брани                                 | Пам’ятник на честь радянських воїнів | 1944           | Місцеві майстри                         | 1972                | 457-р від 16.10.78р.                                                                                                  | Виконкому Бранівської с/р         |
| 18.    | 60               | с. Бужани                                | Пам’ятник землякам | 1941-1945      | Львівська кераміко-скульптурна фабрика  | 1967                | 360-р від 04.08.69р.                                                                                                  | Виконкому Бужанівської с/р        |
| 19.    | 816              | с. Ватин                                 | Пам’ятник землякам | 1941-1945      | Яремчук М.А., Турецький В.В.            | 1987                | 88-р від 09.04.90р.                                                                                                   | Виконкому Скірченської с/р        |
| 20.    | 554              | с. Галичани                              | Пам’ятник землякам | 1941-1945      | Львівська кераміко-скульптурна фабрика  | 1976                | 65-р від 10.02.82р.                                                                                                   | Виконкому Галичанської с/р        |
| 21.    | 556              | с. Гектари                               | Пам’ятник землякам | 1941-1954      | Львівська кераміко-скульптурна фабрика  | 1981                | 65-р від 10.02.82р.                                                                                                   | Виконкому Пісківської с/р         |
| 22.    | 455              | с. Губин Перший                          | Пам’ятник землякам | 1941-1945      | Львівська кераміко-скульптурна фабрика  | 1975                | 457-р від 16.10.78р.                                                                                                  | Виконкому Угринівської с/р        |
| 23.    | 61               | с. Журавники                             | Пам’ятник землякам та радянським воїнам | 1941-1945      | Львівська кераміко-скульптурна фабрика  | 1981                | 65-р від 10.02.82р.                                                                                                   | Виконкому Журавниківської с/р     |
| 24.    | 881              | с. Журавники                             | Місце масового розстрілу євреїв | 1941           |                                         | 1990                | 256-р від 24.12.91р.                                                                                                  | Виконкому Журавниківської с/р     |
| 25.    | 62               | с. Звиняче                               | Пам’ятник на честь радянських воїнів, воїнів-односельчан                                                                                             | 1941-1945      | Львівська кераміко-скульптурна фабрика  | 1959                | 360-р від 04.08.69р.                                                                                                  | Виконкому Звиняченської с/р       |
| 26.    | 669              | с. Квасів                                | Пам’ятник воїнам-визволителям і землякам | 1941-1945      |                                         | 1969                | 267-р від 25.08.86р.                                                                                                  | Виконкому Журавниківської с/р     |
| 27.    | 670              | с. Ковбань                               | Пам’ятник землякам | 1941-1945      |                                         | 1968                | 267-р від 25.08.86р.                                                                                                  | Виконкому Новосілківської с/р     |
| 28.    | 257              | с. Липа                                  | Пам’ятник землякам | 1941-1945      | Львівська кераміко-скульптурна фабрика  | 1971                | 176-р від 10.05.73р.                                                                                                  | Виконкому Перемильської с/р       |
| 29.    | 258              | с. Лобачівка                             | Пам’ятник землякам | 1941-1945      | Місцеві майстри                         | 1967                | 176-р від 10.05.73р.                                                                                                  | Виконкому Лобачівської с/р        |
| 30.    | 691              | с. Лобачівка                             | Меморіальний комплекс полеглим в Афганістані воїнам-інтернаціоналістам                                                                               |                | Рижук В.                                | 1995                | 415-р від 22.06.99р.                                                                                                  | Виконкому Лобачівської с/р        |
| 31.    | 74               | смт. Мар’янівка                          | Пам’ятник землякам | 1941-1945      | Місцеві майстри                         | 1966                | 360-р від 04.08.69р.                                                                                                  | Виконкому Мар’янівської сел./р    |
| 32.    | 63               | с. Мерва                                 | Пам’ятник землякам | 1941-1945      | Львівська кераміко-скульптурна фабрика  | 1968                | 360-р від 04.08.69р.                                                                                                  | Виконкому Мервинської с/р         |
| 33.    | 64               | с. Мирне                                 | Пам’ятник землякам | 1941-1945      | Львівська кераміко-скульптурна фабрика  | 1968                | 360-р від 04.08.69р.                                                                                                  | Виконкому Мирненської с/р         |
| 34.    | 672              | с. Мислині                               | Пам’ятник землякам | 1941-1945      |                                         | 1968                | 267-р від 25.08.86р.                                                                                                  | Виконкому Новосілківської с/р     |
| 35.    | 673              | с. Михлин                                | Пам’ятник землякам | 1941-1945      | Місцеві майстри                         | 1964                | 267-р від 25.08.86р.                                                                                                  | Виконкому Шклінської с/р          |
| 36.    | 874              | с. Ниви-Губинські                        | Пам’ятник на честь заснування села | 1872           |                                         |                     | 265-р від 24.12.91 р.                                                                                                 | Виконкому Шклінської с/р          |
| 37.    | 456              | с. Новосілки                             | Пам’ятник землякам | 1941-1945      | Місцеві майстри                         | 1975                | 457-р від 16.10.78 р.                                                                                                 | Виконкому НовосілкІвської с\р     |
| 38.    | 551              | с. Озерці                                | Пам’ятник землякам | 1941-1945      | Московська кераміко-скульптурна фабрика | 1977                | 65-р від 10.02.82р.                                                                                                   | Виконкому Рачинської с/р          |
| 39.    | 558              | с. Охлопів                               | Пам’ятник землякам | 1941-1945      | Місцеві майстри                         | 1968                | 65-р від 10.02.82р.                                                                                                   | Виконкому Журавниківської с/р     |
| 40.    | 65               | с. Перемиль                              | Пам’ятник землякам | 1941-1945      | Львівська кераміко-скульптурна фабрика  | 1960                | 360-р від 04.08.69р.                                                                                                  | Виконкому Перемильської с/р       |
| 41.    | 17               | с. Перемиль                              | Могила братська російських воїнів | 1916           |                                         |                     | 415-р від 22.06.99р.                                                                                                  | Виконкому Перемильської с/р       |
| 42.    | 141              | с. Печихвости                            | Пам’ятник землякам | 1941-1945      | Галян А., Вендзелевич М.                | 1975                | 360-р від 04.08.69р.                                                                                                  | Виконкому Печихвостівської с/р    |
| 43.    | 75               | с. Печихвости                            | Пам’ятник на честь радянських воїнів | 1944           | Місцеві майстри                         | 1967                | 360-р від 04.08.69р.                                                                                                  | Виконкому Печихвостівської с/р    |
| 44.    | 555              | с. Підбереззя                            | Пам’ятник на честь радянських танкістів | 1944           |                                         | 1979                | 65-р від 10.02.82р.                                                                                                   | Виконкому Підберезівської с/р     |
| 45.    | 66               | с. Підбереззя                            | Пам’ятник землякам | 1941-1945      | Львівська кераміко-скульптурна фабрика  | 1969                | 360-р від 04.08.69р.                                                                                                  | Виконкому Підберезівської с/р     |
| 46.    | 817              | с. Пірванче                              | Пам’ятник землякам | 1941-1945      |                                         | 1987                | 88-р від 09.04.90р.                                                                                                   | Виконкому Мирківської с/р         |
| 47.    | 67               | с. Піски                                 | Місце бою армії Богдана Хмель-ницького з польсько-шляхетським військом                                                                               | 1651           |                                         | 1991пам’-ятнийхрест | постанова КМУ № 1761від 27.12.01р.                                                                                    | Виконкому Пісківської с/р         |
| 48.    | 633              | с. Пустомити                             | Пам’ятник землякам | 1941-1945      | Львівска кераміко-скульптурна фабрика   | 1980                | 142-р від 29.04.84р.                                                                                                  | Виконкому Пустомитівської с/р     |
| 49.    | 675              | с. Рачин                                 | Пам’ятник землякам | 1941-1945      | Місцеві Майстри                         | 1972                | 267-р від 25.08.86р.                                                                                                  | Виконкому Рачинської с/р          |
| 50.    | 72               | смт. Сенкевичівка, вул. Лесі Українки    | Могила братська радянських воїнів | 1944           | Львівська кераміко-скульптурна фабрика  | 1957                | 360-р від 04.08.69р.                                                                                                  | Виконкому Сенкевичівської сел./р. |
| 51.    | 880              | смт. Сенкевичівка                        | Місце масового розстрілу євреїв | 1941           |                                         | 1990                | 265-р від 24.12.91р.                                                                                                  | Виконкому Сенкевичівської сел./р. |
| 52.    | 457              | с. Сільце                                | Пам’ятник землякам | 1941-1945      | Львівська кераміко-скульптурна фабрика  | 1974                | 457-р від 16.10.78р.                                                                                                  | Виконкому Цегівської с/р          |
| 53.    | 676              | с. Скірче                                | Пам’ятник землякам | 1941-1945      |                                         | 1984                | 267-р від 25.08.86р.                                                                                                  | Виконкому Скірченської с/р        |
| 54.    | 73               | с. Скобелка                              | Пам’ятник землякам | 1941-1945      | Львівська кераміко-скульптурна фабрика  | 1985                | 267-р від 25.08.86р.                                                                                                  | Виконкому Скобелківської с/р      |
| 55.    | 678              | с. Скригове                              | Могила лейтенанта радянської армії Крестьянінова А.К.                                                                                                | 1944           |                                         | 1965                | 267-р від 25.08.86р.                                                                                                  | Виконкому Бужанківської с/р       |
| 56.    | 660              | с. Смолява                               | Пам’ятник землякам | 1941-1945      | Усов Г.                                 | 1983                | 142-р від 29.04.84р.                                                                                                  | Виконкому Смолявської с/р         |
| 57.    | 603              | с. Терешківці                            | Пам’ятник землякам | 1941-1945      |                                         |                     | 415-р від 22.06.99р.                                                                                                  | Виконкому Вільхівської с/р        |
| 58.    | 549              | с. Угринів                               | Пам’ятник землякам | 1941-1945      | Бець В.Д.                               | 1978                | 65-р від 10.02.82р.                                                                                                   | Виконкому Угринівської с/р        |
| 59.    | 818              | с. Угринів                               | Могила братська російських воїнів | 1916           |                                         |                     | 88-р від 09.04.90р.                                                                                                   | Виконкому Угринівської с/р        |
| 60.    | 552              | с. Холонів                               | Пам’ятник землякам | 1941-1945      | Бець В.Д.                               | 1976                | 65-р від 10.02.82р.                                                                                                   | Виконкому Холонівської с/р        |
| 61.    | 659              | с. Холонів                               | Могила гвардії лейтенанта Якутіса В.В. | 1944           | Львівська кераміко-скульптурна фабрика  | 1984                | 142-р від 29.04.84р.                                                                                                  | Виконкому Холонівської с/р        |
| 62.    | 68               | с. Цегів                                 | Пам’ятник землякам | 1941-1945      | Львівська кераміко-скульптурна фабрика  | 1969                | 360-р від 04.08.69р.                                                                                                  | Виконкому Цегівської с/р          |
| 63.    | 69               | с. Шклінь                                | Пам’ятник землякам | 1941-1945      | Місцеві майстри                         | 1969                | 360-р від 04.08.69р.                                                                                                  | Виконкому Шклінської с/р          |
|        |                  |                                          | |                |                                         |                     | |                                   |

## Джерело
- Пам’ятки Волинської області